# Falkenauge

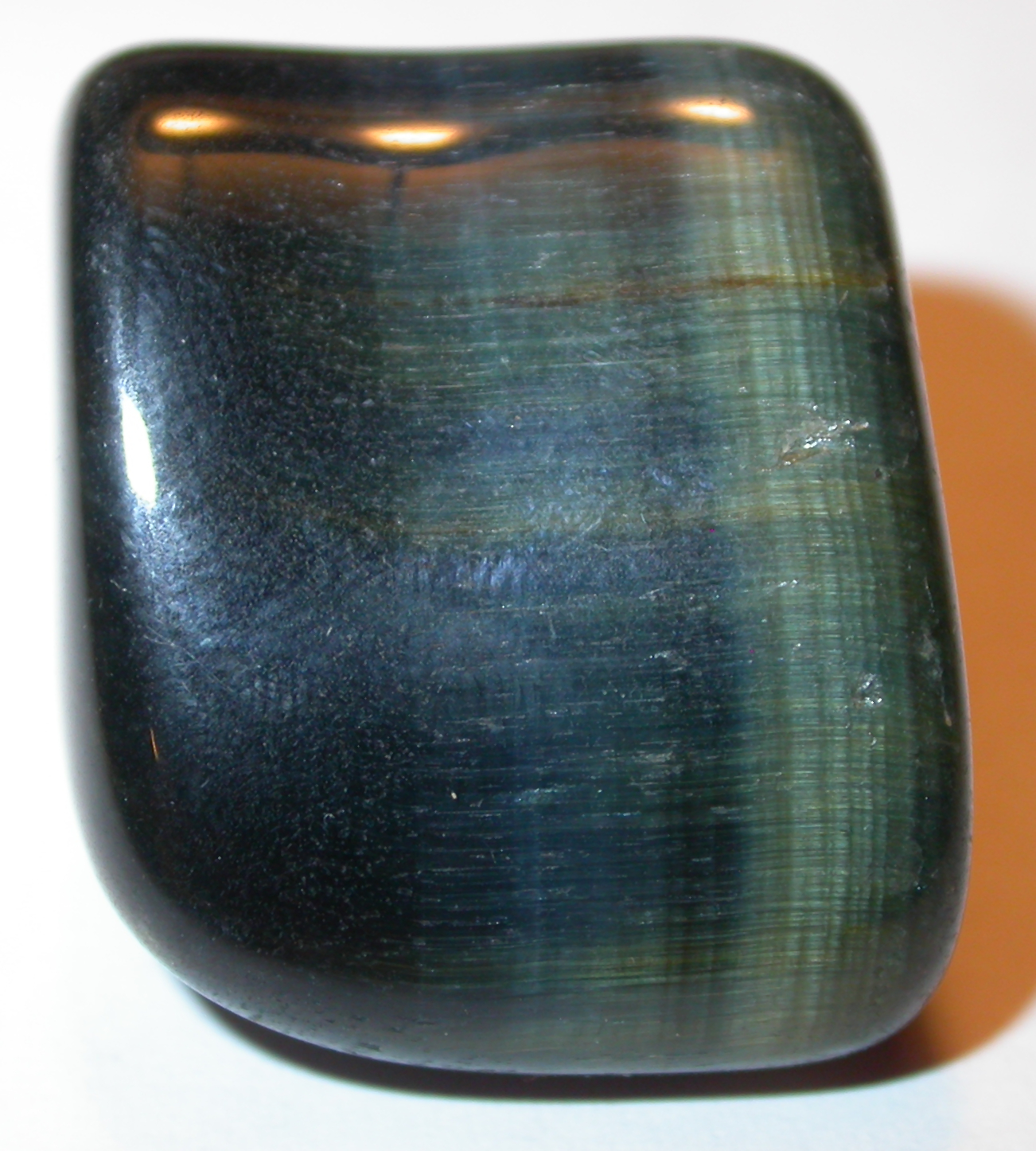
Falkenauge-Trommelstein

Falkenauge ist eine mikrokristalline, faserige und undurchsichtige Varietät des Quarzes. Es kristallisiert dementsprechend im trigonalen Kristallsystem, entwickelt jedoch nur mikroskopisch kleine Kristalle in massigen Mineral-Aggregaten, die in schichtweisen, parallelen Lagen ähnlich dem Achat aufgebaut sind. Im Gegensatz zu diesem treten jedoch nur die Farben dunkelblau, blaugrau und blaugrün auf. Zusätzlich ergibt sich durch Einlagerung von Krokydolith (Hornblende) ein flächenhafter seidiger Glanz, die so genannte Chatoyance (Katzenaugen-Effekt).
Das Falkenauge wird ausschließlich als Schmuckstein verwendet.

## Bildung und Fundorte
Das Falkenauge wird vor allem in Südafrika und Westaustralien gefunden. Es entsteht durch Verdrängungs-Pseudomorphose, bei der Krokydolith durch Quarz ersetzt („verkieselt“) wird. Die blaue Farbe wird durch aus dem Krokydolith stammende Fe2+-Ionen verursacht (vgl. auch Tigerauge).

## Verwendung als Schmuckstein

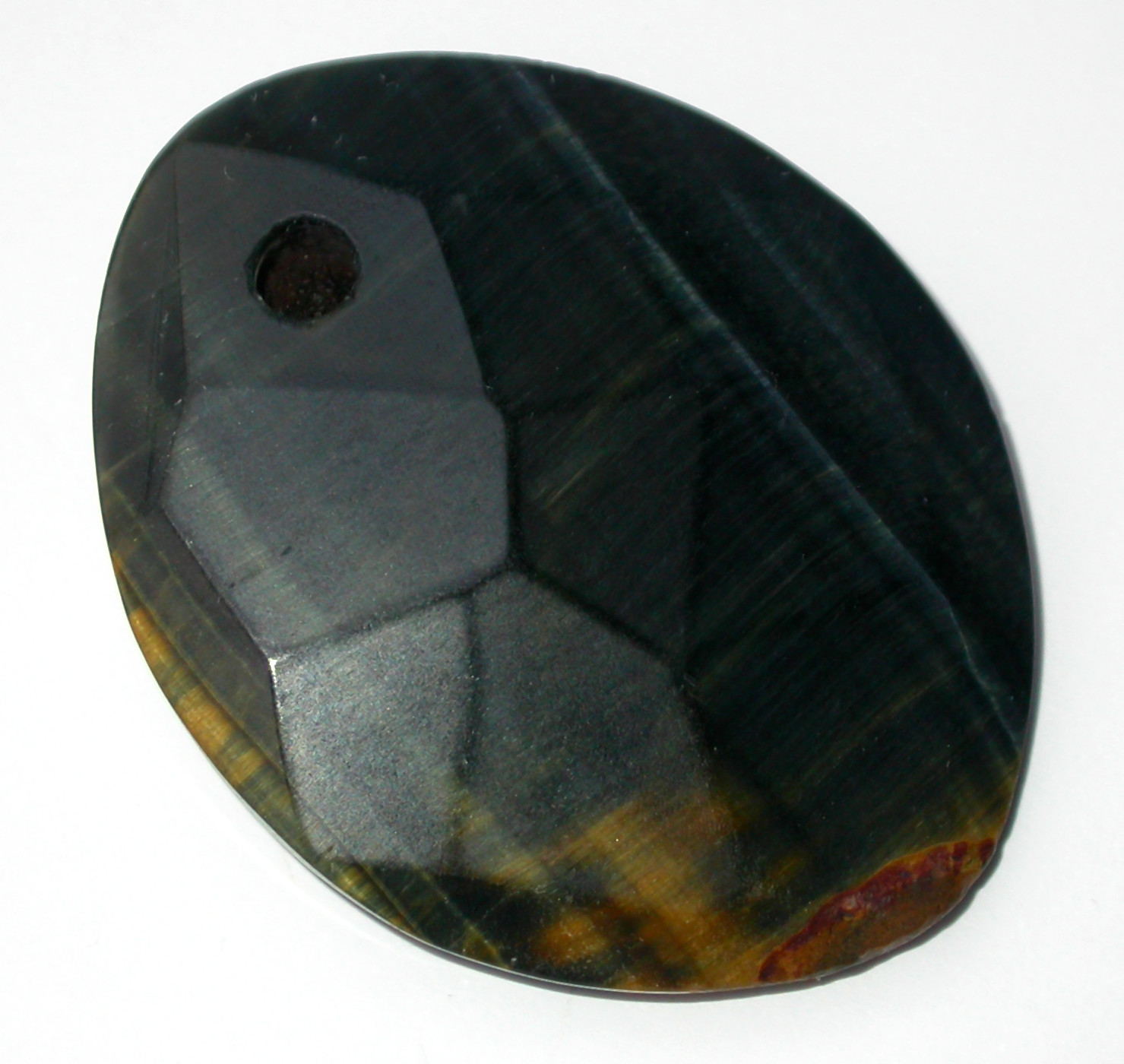
Anhänger im gemischten Schliff mit Übergangszone zum Tigerauge (unten)

Das Falkenauge ist wie das verwandte Tigerauge ein beliebter Schmuckstein, der überwiegend in Cabochon-Form geschliffen wird, um seinen seidigen Glanz und die Chatoyance zu betonen. Der bei Bewegung des Steins über die Oberfläche gleitende Lichtstreifen erinnert dabei an das Auge von Raubvögeln, insbesondere Falken. Auch plattige Formen zu Broschen oder Krawattenspangen verarbeitet sind weit verbreitet.